# オクシタニー地域圏

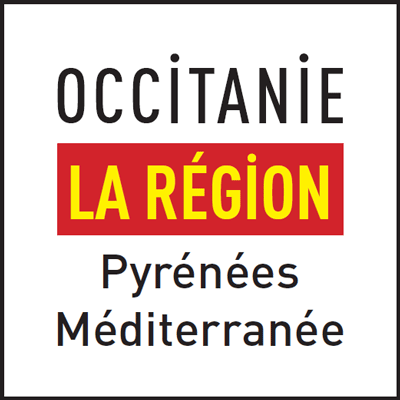
2016年6月から2017年2月まで使用されたロゴ

オクシタニー、またはオクシタニア地域圏（オクシタニーちいきけん、フランス語: Occitanie; オック語: Occitània）は、フランスの地域圏。

## 名称
かつてのラングドック＝ルシヨン地域圏とミディ＝ピレネー地域圏が統合されラングドック＝ルシヨン＝ミディ＝ピレネー （Languedoc-Roussillon-Midi-Pyrénées）として、2016年1月1日に発足した。
ラングドック＝ルシヨン＝ミディ＝ピレネーという名称は、地域圏の名称として今後使用されると意図されていなかった。この名称はアルファベット順にかつての地域圏の名称を並べたにすぎず、新しい名称が国務院のデクレによって選択されるまで法律上使用されることとなっていた。2016年7月1日をもって、統合後の新地域圏議会において可決された新名称が用いられることになっていた。
2016年6月24日、地域圏議会は本会議において正式名称をオクシタニー（Occitanie）とすることの是非を問い、賛成で採択された。この名称を地域圏の公式発表で用いる際には、ピレネー＝メディテラネ（Pyrénées-Méditerranée）のサインが添付される。コンセイユ・デタと政府の承認が完了してから、最終的な名称となる。
2016年9月28日、オクシタニーは公式名称となり、2016年9月30日より効力を持った。

## 行政区画
| 名称                                         | 人口(人)  | 州都/主府/本部           | 備考 |
| -------------------------------------------- | --------- | ------------------------ | ---- |
| エロー県 Hérault                             | 1,077,627 | モンペリエ Montpellier   |      |
| オード県 Aude                                | 359,967   | カルカソンヌ Carcassonne |      |
| ガール県 Gard                                | 725,618   | ニーム Nîmes             |      |
| ロゼール県 Lozère                            | 76,889    | マンド Mende             |      |
| ピレネー＝オリアンタル県 Pyrénées-Orientales | 457,793   | ペルピニャン Perpignan   |      |
| オート＝ガロンヌ県 Haute-Garonne             | 1,279,349 | トゥールーズ Toulouse    |      |
| アリエージュ県 Ariège                        | 152,366   | フォワ Foix              |      |
| アヴェロン県 Aveyron                         | 276,229   | ロデズ Rodez             |      |
| ジェール県 Gers                              | 188,893   | オーシュ Auch            |      |
| ロット県 Lot                                 | 174,346   | カオール Cahors          |      |
| オート＝ピレネー県 Hautes-Pyrénées           | 227,926   | タルブ Tarbes            |      |
| タルヌ県 Tarn                                | 381,872   | アルビ Albi              |      |
| タルヌ＝エ＝ガロンヌ県 Tarn-et-Garonne       | 246,971   | モントーバン Montauban   |      |

## 姉妹自治体･提携自治体
- 京都府（日本国 近畿地方） - 2015年（平成27年）6月10日 友好提携[2]
- 愛知県（日本国 中部地方） - 2018年（平成30年）6月5日 相互協力提携[3]